# Władimir Andriejew (admirał)
Władimir Aleksandrowicz Andriejew	(ros. Владимир	Александрович Андреев; ur. 13 października?/26 października 1904 na stacji Bugat Kolei Wschodniochińskiej, zm. 28 marca 1994 w Moskwie) – radziecki admirał, uczestnik II wojny światowej.

## Życiorys
Od 1923 służył w Marynarce Wojennej ZSRR, w 1927 ukończył Wyższą Szkołę Marynarki Wojennej im. Frunzego, a w 1941 Akademię Marynarki Wojennej. Od 1932 służył we Flocie Oceanu Spokojnego, w czasie II wojny światowej dowodził Północną Flotyllą Wojskową Oceanu Spokojnego, a także Flotą Czarnomorską. W 1946 został szefem sztabu, a w 1947 dowódcą Floty Bałtyckiej (do 1952), od 1953 do 1955 był zastępcą i I zastępcą szefa Sztabu Głównego Marynarki Wojennej.
Urna z jego prochami została złożona w kolumbarium Cmentarzu Kuncewskiego.

## Odznaczenia
- Order Lenina
- Order Czerwonego Sztandaru
- Order Wojny Ojczyźnianej I klasy
- Order Czerwonej Gwiazdy
- Order Nachimowa
- Order Uszakowa
- Medal „Za zwycięstwo nad Niemcami w Wielkiej Wojnie Ojczyźnianej 1941–1945”
- Medal „Za obronę Kaukazu”
- Medal „Za obronę Sewastopola”
- Medal „Za obronę Odessy”
- Medal „Weteran Sił Zbrojnych ZSRR”